# Sofia Romanskaïa
Sofia Vassilievna Vorochilova-Romanskaïa (en russe Софья Васильевна Ворошилова-Романская ; 1886 - 1969) est une astronome soviétique.

## Biographie
Elle a suivi ses études supérieures aux Cours Bestoujev.

## Postérité
Le cratère vénusien Romanskaya  et l'objet mineur (3761) Romanskaya ont été nommés en son honneur.